# Critérium International 2008
| Endstand nach der 3. Etappe | Endstand nach der 3. Etappe | Endstand nach der 3. Etappe |
| --------------------------- | --------------------------- | --------------------------- |
| Sieger                      | Jens Voigt                  | 7:29:01 h (40,061 km/h)     |
| Zweiter                     | Gustav Erik Larsson         | + 0:57 min                  |
| Dritter                     | Luis León Sánchez           | + 0:57 min                  |
| Vierter                     | Maxime Monfort              | + 1:03 min                  |
| Fünfter                     | Laurens ten Dam             | + 1:08 min                  |
| Sechster                    | Fränk Schleck               | + 1:11 min                  |
| Siebter                     | Alejandro Valverde          | + 1:11 min                  |
| Achter                      | Benoît Vaugrenard           | + 1:15 min                  |
| Neunter                     | Stef Clement                | + 1:15 min                  |
| Zehnter                     | Damiano Cunego              | + 1:16 min                  |
| Punktewertung               | Laurens ten Dam             | 24 P.                       |
| Zweiter                     | Simon Gerrans               | 15 P.                       |
| Dritter                     | Edvald Boasson Hagen        | 15 P.                       |
| Bergwertung                 | Simon Gerrans               | 26 P.                       |
| Zweiter                     | Jens Voigt                  | 12 P.                       |
| Dritter                     | Sandy Casar                 | 10 P.                       |
| Nachwuchswertung            | Luis León Sánchez           | 7:29:58 h                   |
| Zweiter                     | Maxime Monfort              | + 0:06 min                  |
| Dritter                     | Robert Gesink               | + 0:26 min                  |
| Teamwertung                 | CSC                         | 22:28:54 h                  |
| Zweiter                     | Rabobank                    | + 2:26 min                  |
| Dritter                     | Bouygues Télécom            | + 2:41 min                  |

Das 77. Critérium International ist ein Rad-Etappenrennen, das vom 29. bis 30. März 2008 stattfand. Es wurde in einer Flachetappe, einer schweren Bergetappe und einem kurzen Einzelzeitfahren über eine Gesamtdistanz von 299,8 Kilometern ausgetragen. Es ist Teil der UCI Europe Tour 2008 und dort in die höchste Kategorie 2.HC eingestuft.

## Teilnehmerfeld
Am Critérium International 2008 nahmen 12 UCI-Protour- und 7 UCI-Professional-Continental-Teams teil.
| Team                              | wichtige Fahrer                                            |
| --------------------------------- | ---------------------------------------------------------- |
| LAN Landbouwkrediet-Tönissteiner* | Bert Scheirlinckx                                          |
| CSC                               | Bobby Julich, Andy Schleck, Fränk Schleck, Jens Voigt      |
| ALM ag2r La Mondiale              | Cyril Dessel, John Gadret                                  |
| BTL Bouygues Télécom              | Stef Clement, Jérôme Pineau                                |
| COF Cofidis                       | Florent Brard, Maxime Monfort                              |
| C.A Crédit Agricole               | Alexander Botscharow, Pietro Caucchioli, Pierre Rolland    |
| FDJ La Française des Jeux         | Sandy Casar, Benoît Vaugrenard, Sébastien Chavanel         |
| FRA Agritubel*                    | Jimmy Casper, Geoffroy Lequatre                            |
| MRM Milram                        | Andriy Grivko                                              |
| BAR Barloworld*                   | Mauricio Soler                                             |
| LAM Lampre                        | Damiano Cunego                                             |
| SKS Skil-Shimano*                 | Clément Lhotellerie                                        |
| RAB Rabobank                      | Robert Gesink                                              |
| GCE Caisse d’Epargne              | José Iván Gutiérrez, Luis León Sánchez, Alejandro Valverde |
| EUS Euskaltel-Euskadi             | Mikel Astarloza, Íñigo Landaluze                           |
| KGZ Karpin Galicia*               | César Veloso                                               |
| THR Team High Road                | Gerald Ciolek, Bert Grabsch, Kim Kirchen                   |
| TSL Slipstream-Chipotle*          | Julian Dean, David Millar, David Zabriskie                 |
| BMC BMC Racing Team*              | Alexandre Moos                                             |

## Etappen
| Etappe     | Tag      | Start-Ziel                                | km        | Etappensieger        | Führender       |
| ---------- | -------- | ----------------------------------------- | --------- | -------------------- | --------------- |
| 1. Etappe  | 29. März | Charleville-Mézières–Signy-le-Petit       | 193       | Laurens ten Dam      | Laurens ten Dam |
| 2a. Etappe | 30. März | Les Mazures–Monthermé                     | 98,5      | Simon Gerrans        | Jens Voigt      |
| 2b. Etappe | 30. März | Charleville-Mézières–Charleville-Mézières | 8,3 (EZF) | Edvald Boasson Hagen | Jens Voigt      |